# 2022-es Formula–1 osztrák nagydíj
Az osztrák nagydíj a 2022-es Formula–1 világbajnokság tizenegyedik futama volt, amelyet 2022. július 8. és július 10. között rendeztek meg a Red Bull Ringen, Spielberg városában.

## Választható keverékek
| Abroncs              | Friss | Használt |
| -------------------- | ----- | -------- |
| Kemény keverék (C3)  |       |          |
| Közepes keverék (C4) |       |          |
| Lágy keverék (C5)    |       |          |
| Átmeneti esőgumi (I) |       |          |
| Teljes esőgumi (W)   |       |          |

## Szabadedzések

### Első szabadedzés
Az osztrák nagydíj első szabadedzését július 8-án, pénteken délután tartották, magyar idő szerint 13:30-tól.
| helyezés | versenyző        | csapat/motor          | elért idő | különbség | futott kör |
| -------- | ---------------- | --------------------- | --------- | --------- | ---------- |
| 1        | Max Verstappen   | Red Bull-RBPT         | 1:06,302  | −         | 34         |
| 2        | Charles Leclerc  | Ferrari               | 1:06,557  | +0,255    | 32         |
| 3        | George Russell   | Mercedes              | 1:06,702  | +0,400    | 32         |
| 4        | Sergio Pérez     | Red Bull-RBPT         | 1:06,839  | +0,537    | 27         |
| 5        | Lewis Hamilton   | Mercedes              | 1:06,909  | +1,607    | 31         |
| 6        | Kevin Magnussen  | Haas-Ferrari          | 1:06,965  | +0,663    | 32         |
| 7        | Carlos Sainz Jr. | Ferrari               | 1:07,039  | +0,737    | 29         |
| 8        | Fernando Alonso  | Alpine-Renault        | 1:07,100  | +0,798    | 32         |
| 9        | Mick Schumacher  | Haas-Ferrari          | 1:07,246  | +0,944    | 32         |
| 10       | Cunoda Júki      | AlphaTauri-RBPT       | 1:07,296  | +0,994    | 33         |
| 11       | Lance Stroll     | Aston Martin-Mercedes | 1:07,43   | +1,129    | 26         |
| 12       | Esteban Ocon     | Alpine-Renault        | 1:07,462  | +1,160    | 27         |
| 13       | Sebastian Vettel | Aston Martin-Mercedes | 1:07,476  | +1,174    | 29         |
| 14       | Valtteri Bottas  | Alfa Romeo-Ferrari    | 1:07,522  | +1,220    | 27         |
| 15       | Alexander Albon  | Williams-Mercedes     | 1:07,582  | +1,280    | 32         |
| 16       | Pierre Gasly     | AlphaTauri-RBPT       | 1:07,592  | +1,290    | 33         |
| 17       | Daniel Ricciardo | McLaren-Mercedes      | 1:07,743  | +1,441    | 25         |
| 18       | Csou Kuan-jü     | Alfa Romeo-Ferrari    | 1:07,889  | +1,587    | 28         |
| 19       | Nicholas Latifi  | Williams-Mercedes     | 1:08,149  | +1,847    | 28         |
| 20       | Lando Norris     | McLaren-Mercedes      | 1:09,915  | +3,613    | 14         |

### Második szabadedzés
Az osztrák nagydíj második szabadedzését július 9-én, szombaton délután tartották, magyar idő szerint 12:30-tól.
| helyezés | versenyző        | csapat/motor          | elért idő | különbség | futott kör |
| -------- | ---------------- | --------------------- | --------- | --------- | ---------- |
| 1        | Carlos Sainz Jr. | Ferrari               | 1:08,610  | −         | 40         |
| 2        | Charles Leclerc  | Ferrari               | 1:08,660  | +0,050    | 43         |
| 3        | Max Verstappen   | Red Bull-RBPT         | 1:08,778  | +0,168    | 32         |
| 4        | Fernando Alonso  | Alpine-Renault        | 1:08,832  | +0,222    | 21         |
| 5        | Esteban Ocon     | Alpine-Renault        | 1:08,848  | +0,238    | 24         |
| 6        | Sergio Pérez     | Red Bull-RBPT         | 1:09,179  | +0,569    | 36         |
| 7        | George Russell   | Mercedes              | 1:09,240  | +0,630    | 33         |
| 8        | Valtteri Bottas  | Alfa Romeo-Ferrari    | 1:09,251  | +0,641    | 26         |
| 9        | Lewis Hamilton   | Mercedes              | 1:09,350  | +0,740    | 14         |
| 10       | Lando Norris     | McLaren-Mercedes      | 1:09,519  | +0,909    | 38         |
| 11       | Lance Stroll     | Aston Martin-Mercedes | 1:09,525  | +0,915    | 43         |
| 12       | Pierre Gasly     | AlphaTauri-RBPT       | 1:09,579  | +0,969    | 37         |
| 13       | Sebastian Vettel | Aston Martin-Mercedes | 1:09,602  | +0,992    | 44         |
| 14       | Csou Kuan-jü     | Alfa Romeo-Ferrari    | 1:09,665  | +1,055    | 36         |
| 15       | Mick Schumacher  | Haas-Ferrari          | 1:09,700  | +1,090    | 32         |
| 16       | Alexander Albon  | Williams-Mercedes     | 1:09,740  | +1,130    | 34         |
| 17       | Daniel Ricciardo | McLaren-Mercedes      | 1:09,852  | +1,242    | 34         |
| 18       | Kevin Magnussen  | Haas-Ferrari          | 1:09,960  | +1,350    | 34         |
| 19       | Cunoda Júki      | AlphaTauri-RBPT       | 1:10,005  | +1,395    | 39         |
| 20       | Nicholas Latifi  | Williams-Mercedes     | 1:10,261  | +1,651    | 36         |

## Időmérő edzés
Az osztrák nagydíj időmérő edzését július 8-án, péntek délután tartották, magyar idő szerint 17:00-tól.
| helyezés              | rajtszám | versenyző        | csapat/motor          | 1. rész  | 2. rész  | 3. rész    | rajthely | futott kör |
| --------------------- | -------- | ---------------- | --------------------- | -------- | -------- | ---------- | -------- | ---------- |
| 1                     | 1        | Max Verstappen   | Red Bull-RBPT         | 1:05,852 | 1:05,374 | 1:04,984   | 1        | 19         |
| 2                     | 16       | Charles Leclerc  | Ferrari               | 1:05,419 | 1:05,287 | 1:05,013   | 2        | 26         |
| 3                     | 55       | Carlos Sainz Jr. | Ferrari               | 1:05,660 | 1:05,576 | 1:05,066   | 3        | 26         |
| 4                     | 63       | George Russell   | Mercedes              | 1:06,235 | 1:05,697 | 1:05,431   | 4        | 24         |
| 5                     | 31       | Esteban Ocon     | Alpine-Renault        | 1:06,468 | 1:05,993 | 1:05,726   | 5        | 27         |
| 6                     | 20       | Kevin Magnussen  | Haas-Ferrari          | 1:06,366 | 1:05,894 | 1:05,879   | 6        | 22         |
| 7                     | 47       | Mick Schumacher  | Haas-Ferrari          | 1:06,405 | 1:06,151 | 1:06,011   | 7        | 22         |
| 8                     | 14       | Fernando Alonso  | Alpine-Renault        | 1:06,016 | 1:06,082 | 1:06,103   | 8        | 22         |
| 9                     | 44       | Lewis Hamilton   | Mercedes              | 1:06,079 | 1:05,475 | 1:13,151   | 9        | 20         |
| 10                    | 10       | Pierre Gasly     | AlphaTauri-RBPT       | 1:06,589 | 1:06,160 |            | 10       | 20         |
| 11                    | 23       | Alexander Albon  | Williams-Mercedes     | 1:06,516 | 1:06,230 |            | 11       | 15         |
| 12                    | 77       | Valtteri Bottas  | Alfa Romeo-Ferrari    | 1:06,442 | 1:06,319 |            | 12       | 14         |
| 13                    | 11       | Sergio Pérez     | Red Bull-RBPT         | 1:06,143 | 1:06,458 | idő nélkül | 13[a]    | 24         |
| 14                    | 22       | Cunoda Júki      | AlphaTauri-RBPT       | 1:06,463 | 1:06,851 |            | 14       | 19         |
| 15                    | 4        | Lando Norris     | McLaren-Mercedes      | 1:06,330 | 1:25,847 |            | 15       | 19         |
| 16                    | 3        | Daniel Ricciardo | McLaren-Mercedes      | 1:06,613 |          |            | 16       | 10         |
| 17                    | 18       | Lance Stroll     | Aston Martin-Mercedes | 1:06,847 |          |            | 17       | 12         |
| 18                    | 24       | Csou Kuan-jü     | Alfa Romeo-Ferrari    | 1:06,901 |          |            | 18       | 9          |
| 19                    | 6        | Nicholas Latifi  | Williams-Mercedes     | 1:07,003 |          |            | 19       | 9          |
| 20                    | 5        | Sebastian Vettel | Aston Martin-Mercedes | 1:07,083 |          |            | 20       | 12         |
| 107%-os idő: 1:09,998 |          |                  |                       |          |          |            |          |            |

Megjegyzések:
- ↑ a:  Sergio Pérez eredetileg a negyedik lett, de a Q2 leggyorsabb köridejét és a Q3 összes köridejét törölték, mert a Q2 alatt mind a négy kerekével elhagyta a pályát a 8-as kanyarban.[3]

## Sprintkvalifikáció
Az osztrák nagydíj sprintkvalifikációja július 9-én, szombaton rajtolt, magyar idő szerint 16:30-kor.
A felvezető kör indulása alatt Fernando Alonso kiszállni kényszerült a versenyből technikai probléma miatt. A felvezető kört aztán meg kellett ismételni, mivel Csou Kuan-jü autója leállt a célegyenes előtti kanyarban. Amint elindultak újra, Csou Alfája is beindult, ám ő így a bokszból volt kénytelen rajtolni. A 23 körös sprintet Max Verstappen várhatta az élről, amit jól is kapott el, a két Ferrari azonban szorosan követte őt, az első körben a Leclercet megelőzőző Carlos Sainz még támadta is. A rajtnál Pierre Gasly és Sebastian Vettel ment egymásnak, hasonló módon, mint a múlt heti brit nagydíjon Csou esetében. Az esetet mindketten megúszták. A rajt utáni körökben a Ferrarik egymással harcoltak a 2. helyért. Leclerc végül visszaelőzte Sainzot. Pérez hatalmas tempóelőnyben volt az előtte lévőkhöz képest, a 13. helyről az 5-ikre sikerült feljönnie, George Russellt már nem érte utól. A mezőny hátsóbb részén Alexander Albon kilökte Vettelt a pályáról bele a sóderágyba, de a négyszeres világbajnok rutinjának köszönhetően nem ásta el magát benne, így kitolatás után folytatni tudta a versenyt igaz, csak az utolsó helyen. Az utolsó pontszerző helyekért Kevin Magnussen, Mick Schumacher és Lewis Hamilton harcolt ebben a sorrendben Magnussen lassabb volt Schumachernél, ám a német kérte a csapatot, hogy amíg ő Hamitonnal van elfoglalva, Magnussen maradjon egy másodpercben belül, hogy Schumacher is tudja nyitni a DRS-t, ezzel nehezítve a Mercedes előzését. Pár körrel később sikerült megelöznie Hamiltonnak Schumachert, így a német pilóta elesett a pontszerzéstől. A 21. körben Vettelt behívták a bokszba és a garázsba tolták, így kiesett. A Formula-1 történetének 5. sprintkvalifikációját Max Verstappen nyerte, ezzel övé a pole a vasárnapi versenyen. Mellőle Charles Leclerc rajtolhat az első sorból.
| helyezés | rajtszám | versenyző        | csapat/motor          | futott kör | idő/kiesés oka   | rajthely | pont |
| -------- | -------- | ---------------- | --------------------- | ---------- | ---------------- | -------- | ---- |
| 1        | 1        | Max Verstappen   | Red Bull-RBPT         | 23         | 26:30,059        | 1        | 8    |
| 2        | 16       | Charles Leclerc  | Ferrari               | 23         | +1,675           | 2        | 7    |
| 3        | 55       | Carlos Sainz Jr. | Ferrari               | 23         | +5,644           | 3        | 6    |
| 4        | 63       | George Russell   | Mercedes              | 23         | +13,429          | 4        | 5    |
| 5        | 11       | Sergio Pérez     | Red Bull-RBPT         | 23         | +18,302          | 13       | 4    |
| 6        | 31       | Esteban Ocon     | Alpine-Renault        | 23         | +31,032          | 5        | 3    |
| 7        | 20       | Kevin Magnussen  | Haas-Ferrari          | 23         | +34,539          | 6        | 2    |
| 8        | 44       | Lewis Hamilton   | Mercedes              | 23         | +35,447          | 9        | 1    |
| 9        | 47       | Mick Schumacher  | Haas-Ferrari          | 23         | +37,163          | 7        |      |
| 10       | 77       | Valtteri Bottas  | Alfa Romeo-Ferrari    | 23         | +37,557          | 19[a]    |      |
| 11       | 4        | Lando Norris     | McLaren-Mercedes      | 23         | +38,580          | 10       |      |
| 12       | 3        | Daniel Ricciardo | McLaren-Mercedes      | 23         | +39,738          | 11       |      |
| 13       | 18       | Lance Stroll     | Aston Martin-Mercedes | 23         | +48,241          | 12       |      |
| 14       | 24       | Csou Kuan-jü[b]  | Alfa Romeo-Ferrari    | 23         | +50,753          | 13       |      |
| 15       | 10       | Pierre Gasly     | AlphaTauri-RBPT       | 23         | +52,125          | 14       |      |
| 16       | 23       | Alexander Albon  | Williams-Mercedes     | 23         | +52,412[c]       | 15       |      |
| 17       | 22       | Cunoda Júki      | AlphaTauri-RBPT       | 23         | +54,556          | 16       |      |
| 18       | 6        | Nicholas Latifi  | Williams-Mercedes     | 23         | +68.694          | 17       |      |
| 19[d]    | 5        | Sebastian Vettel | Aston Martin-Mercedes | 21         | baleseti sérülés | 18       |      |
| Ni       | 14       | Fernando Alonso  | Alpine-Renault        | 0          | elektronika      | 20[e]    |      |

Megjegyzések:
- ↑ a:  Valtteri Bottas a mezőny végéről kell megkezdje a versenyt, mert túllépte az erőforrás-egységeket kvótáját.[4]
- ↑ b:  Csou Kuan-jü a boxutcából kényszerült rajtolni, miután technikai probléma miatt a boxutcából kezdte a sprintet.[5] A helye a rácson üresen maradt.
- ↑ c:  Alexander Albon eredetileg a 13. helyen ért célba, de utólag 5 másodperces időbüntetést kapott a Sebastian Vettellel történt ütközése miatt.[5]
- ↑ d:  Sebastian Vettel nem fejezte be a sprintfutamot, de helyezését értékelték, mivel a versenytáv több, mint 90%-át teljesítette.[5]
- ↑ e:  Fernando Alonso a felvezető kör kezdetén a rajtrácson ragadt elektronikai probléma miatt. A helye a rácson üresen maradt.[5]

## A világbajnokság állása a verseny után
| H   | Versenyzők       | Pont | H   | Konstruktőrök         | Pont |
| --- | ---------------- | ---- | --- | --------------------- | ---- |
| 1.  | Max Verstappen   | 208  | 1.  | Red Bull-RBPT         | 359  |
| 2.  | Charles Leclerc  | 170  | 2.  | Ferrari               | 202  |
| 3.  | Sergio Pérez     | 151  | 3.  | Mercedes              | 237  |
| 4.  | Carlos Sainz Jr. | 133  | 4.  | McLaren-Mercedes      | 81   |
| 5.  | George Russell   | 128  | 5.  | Alpine-Renault        | 81   |
| 6.  | Lewis Hamilton   | 109  | 6.  | Alfa Romeo-Ferrari    | 51   |
| 7.  | Lando Norris     | 64   | 7.  | Haas-Ferrari          | 34   |
| 8.  | Esteban Ocon     | 52   | 8.  | AlphaTauri-RBPT       | 27   |
| 9.  | Valtteri Bottas  | 46   | 9.  | Aston Martin-Mercedes | 18   |
| 10. | Fernando Alonso  | 29   | 10. | Williams-Mercedes     | 3    |

(A teljes táblázat)

## Statisztikák
- Max Verstappen 14. pole-pozíciója és 19. versenyben futott leggyorsabb köre.
- Charles Leclerc 5. futamgyőzelme.
- A Ferrari 242. futamgyőzelme.
- Charles Leclerc 18., Max Verstappen 68., Lewis Hamilton 186. dobogós helyezése.
- Esteban Ocon 100. nagydíja.[6][7]